# Boom Symphony
Le Boom Symphony est un moteur turboréacteur à double flux et taux de dilution moyen en cours de développement par Boom Technology pour équiper son avion de ligne supersonique Overture. Ce moteur est conçu pour produire une poussée de 35 000 livres (160 kN) au décollage, et permettre à l’Overture de maintenir un vol supersonique en régime de croisière à Mach 1,7. Il fonctionne exclusivement avec du carburant d’aviation durable.
Le développement du moteur est confié à la filiale de Kratos, Florida Turbine Technologies, pour la conception ; à Colibrium Additive (filiale de GE Aerospace, anciennement GE Additive) pour le conseil en fabrication additive ; et à StandardAero (en) pour la maintenance. Le Colorado Air and Space Port (en), situé à proximité d’Aurora, est prévu comme site d’essai du moteur. Boom prévoit de commencer la production du moteur en 2025 dans l’usine Overture à Greensboro, Caroline du Nord,,.

## Conception et développement

### Contexte
Boom prévoit d’utiliser un turboréacteur à double flux et double corps et à taux de dilution modéré, capable de voler en supercroisière (vol supersonique sans postcombustions). Le Rolls-Royce/Snecma Olympus 593 du Concorde pouvait maintenir la supercroisière, mais nécessitait l’utilisation de postcombustion pour le décollage et l’accélération transsonique, produisant un bruit excessif au décollage. Bien qu’elle soit une amélioration par rapport à la postcombustion, la supercroisière génère davantage de bruit et consomme plus de carburant que les moteurs subsoniques modernes. On estime qu’un avion supersonique consomme au moins trois fois plus de carburant par passager et par mille nautique qu’un avion subsonique, ce qui augmente les émissions de gaz à effet de serre sauf si du carburant durable est utilisé. Cela s'explique par une altitude de croisière optimale plus élevée nécessitant un temps de montée plus long, une traînée parasite accrue à vitesse supersonique, un taux de dilution plus faible des moteurs et une vitesse d’éjection des gaz plus élevée. En outre, les moteurs conçus pour le vol supersonique reposent généralement sur une certaine compression par effet de ram grâce à la structure d’entrée d’air en croisière. Afin d’éviter les problèmes liés à une température de sortie de compresseur excessive, un rapport de pression plus faible est requis pour limiter la pression totale lorsque l’avion est proche de sa vitesse et altitude maximales. Cependant, cela réduit la poussée et augmente la consommation de carburant à basse altitude et en subsonique, notamment durant la montée initiale.
La conception de Boom ajoute à une architecture moteur conventionnelle une entrée d’air supersonique axisymétrique propriétaire, assortie d’une tuyère à géométrie variable à faible bruit, et d’une turbine haute pression à refroidissement passif. Dans un turboréacteur supersonique, il est souhaitable de mélanger les gaz d’échappement du cœur (plus chauds que dans les moteurs subsoniques) avec l’air de dérivation, afin d’en augmenter le volume et de ralentir le flux à une vitesse subsonique. Une tuyère variable est indispensable pour contrôler la contre-pression et ré-accélérer le flux mélangé à une vitesse supersonique en croisière.
Les moteurs supersoniques existants sont conçus pour des avions de chasse, et n’offrent ni la sobriété énergétique ni la fiabilité requise pour l’aviation commerciale.

### Phase de conception
Boom avait initialement proposé la modification d’un moteur Turboréacteur à double flux existant, malgré des coûts de maintenance plus élevés. Le développement du moteur autour d’un cœur de moteur commercial existant, avec un nouveau compresseur basse pression, a été préféré à une conception entièrement nouvelle. Un modèle d’avion de 55 places devait être propulsé par trois moteurs développant 15,000–20,000 lbf (0,06672–0,08896 kN) de poussée sans postcombustion, avec des intervalles de maintenance plus courts que les jets subsoniques.
Les moteurs avec des soufflantes de plus grand diamètre nécessitent une poussée de croisière plus élevée, entraînant une consommation de carburant plus importante et une autonomie réduite, mais sont préférés en raison de leur taux de dilution supérieur et de leur bruit au décollage plus faible. La compression à l’admission nécessite un cœur à basse pression, et les dérivés de turboréacteurs existants avec un taux de dilution de 3 à 4:1 représentent un compromis entre bruit au décollage et traînée d’onde, avec un bon rendement énergétique. Dave Richardson, des Skunk Works de Lockheed Martin, a déclaré que les moteurs adéquats avec un faible rapport de pression global sont rares. Le développement des moteurs des années 1950–1960 comme les GE J79, GE YJ93, GE4, PW J58 ou Rolls-Royce Olympus s’est arrêté lorsque la recherche d’un meilleur rendement est devenue prioritaire, et les progrès ultérieurs en science des matériaux destinés à des cœurs plus chauds ne sont pas optimisés pour une endurance supersonique. Les moteurs modernes sont encore moins adaptés que les PW JT8D ou GE J79. En 2017, Boom prévoyait un marché de 1 000 avions de ligne supersoniques d’ici 2035.